# 梅扎纳比利
梅扎纳比利（義大利語：Mezzana Bigli），是意大利帕维亚省的一个市镇。总面积18平方公里，人口1144人，人口密度63.6人/平方公里（2009年）。国家统计（ISTAT）代码为018090。